# Christmas Mountain
A nu se confunda cu  A Smoky Mountain Christmas (film din 1986)
Christmas Mountain: The Story of a Cowboy Angel este un film western din 1981 despre adevărata semnificație a spiritului Crăciunului. În rolurile principale interpretează  Mark Miller ca Savannah Smiles și Slim Pickens în unul din ultimele sale roluri. Filmul a fost produs și lansat în 1981. Originalul filmului pe 16MM a fost pierdut timp de 20 de ani. Jack Evans, partener asociat și finanțator al filmului original, a găsit în cele din urmă copia originală și a intrat legal în posesia sa. Filmul a fost refăcut digital la Studiourile Victory din Los Angeles în 2008, fiind în prezent disponibil pe DVD.
O recenzie din  New York Times a ediției originale afirma că "această poveste emoționantă de Crăciun conține o poveste western inversată, deoarece prezintă povestea unui cowboy ceresc care vine să meargă călare jos pe pământ ca să păstorească turma alcătuită din câțiva oameni care au nevoie de niște miracole."

## Distribuție
- Mark Miller ca Gabe Sweet
- Slim Pickens este îngerul cowboy
- Barbara Stanger ca Teresa

## Legături externe
- movie website[nefuncțională]
- Christmas Mountain la Internet Movie Database